# Ophion elongatus
Ophion elongatus är en stekelart som beskrevs av Hooker 1912. Ophion elongatus ingår i släktet Ophion och familjen brokparasitsteklar. Inga underarter finns listade i Catalogue of Life.